# Okręg Draguignan
Okręg Draguignan (fr. Arrondissement de Draguignan) – okręg w południowo-wschodniej Francji. Populacja wynosi 265 tysięcy.

## Podział administracyjny
W skład okręgu wchodzą następujące kantony:
- Callas,
- Comps-sur-Artuby,
- Draguignan,
- Fayence,
- Fréjus,
- Grimaud,
- Lorgues,
- Luc,
- Muy,
- Saint-Raphaël,
- Saint-Tropez,
- Salernes.